# Afrothismia baerae
Afrothismia baerae är en enhjärtbladig växtart som beskrevs av Martin Roy Cheek. Afrothismia baerae ingår i släktet Afrothismia och familjen Burmanniaceae. IUCN kategoriserar arten globalt som akut hotad.
Artens utbredningsområde är Kenya. Inga underarter finns listade i Catalogue of Life.